# Stazione di Gambolò-Remondò
La stazione di Gambolò-Remondò è una fermata ferroviaria posta lungo la linea Vercelli–Pavia; è posta nel territorio comunale di Gambolò, presso la frazione di Remondò.

## Storia
La stazione fu attivata l'11 settembre 1882, all'apertura della tratta Garlasco–Cava della linea Vercelli–Pavia.
In passato era presente un binario di raddoppio, eliminato con la trasformazione in fermata.

## Strutture ed impianti
Il fabbricato viaggiatori è un edificio a due piani.
Sono presenti una banchina (Lungh. 100 mt) e una piccola pensilina, a cui i passeggeri possono accedere durante l'attesa dei treni. Non è possibile acquistare il titolo di viaggio presso la stazione a causa della mancata presenza di emettitrici e/o obliteratrici automatiche.

## Movimento
La fermata è servita dai treni regionali Trenord in servizio sulla tratta Vercelli–Pavia a cadenza oraria (con sospensione del servizio tra le 9.30 e le 12.30 circa), a trazione termica (tutte le corse sono oggi effettuate con autotreni ATR 803 ed ATR 125; gli ATR 803 hanno sostituito nel 2023 le automotrici ALn 668).